# Phyllopodopsyllus borutzkyi
Phyllopodopsyllus borutzkyi är en kräftdjursart som beskrevs av Lang 1965. Phyllopodopsyllus borutzkyi ingår i släktet Phyllopodopsyllus och familjen Tetragonicipitidae. Inga underarter finns listade i Catalogue of Life.